# Avamé
Avamé är en ort i Benin. Den ligger i den södra delen av landet, 40 kilometer väster om huvudstaden Porto-Novo. Avamé ligger 33 meter över havet och antalet invånare är 4 444.
Terrängen runt Avamé är platt, och sluttar söderut. Runt Avamé är det tätbefolkat, med 356 invånare per kvadratkilometer.. Närmaste större samhälle är Abomey-Calavi, 16,4 kilometer öster om Avamé.
Omgivningarna runt Avamé är en mosaik av jordbruksmark och naturlig växtlighet.